# Pyropia
Pyropia è un genere di alghe rosse della famiglia delle Bangiaceae. Molte specie di Pyropia sono state per molto tempo classificate come parte del genere Porphyra. È un genere particolarmente famoso per il suo uso alimentario: nella cucina giapponese sono particolarmente usate per la preparazione del sushi (un esempio sono le alghe Nori), mentre in Cile la specie Pyropia columbina si usa per la preparazione di un piatto conosciuto come "luche".

## Specie
- Pyropia abbottiae.  (V.Krishnamurthy) S.C.Lindstrom, 2011
- Pyropia acanthophora.  (E.C.Oliveira & Coll) M.C.Oliveira, D.Milstein & E.C.Oliveira, 2011
- Pyropia aeodes.  (N.J.Griffin, J.J. Bolton & R.J.Anderson) J.E.Sutherland, 2011
- Pyropia brumalis.  (Mumford) S.C.Lindstrom, 2011
- Pyropia cinnamomea.  (W.A.Nelson) W.A.Nelson, 2011
- Pyropia columbina.  (Montagne) W.A.Nelson, 2011
- Pyropia conwayae.  (S.C.Lindstrom & K.M.Cole) S.C.Lindstrom, 2011
- Pyropia crassa.  (Ueda) N.Kikuchi & M.Miyata, 2011
- Pyropia dentata.  (Kjellman) N.Kikuchi & M.Miyata, 2011
- Pyropia denticulata.  (Levring) J.A.Philips & J.E. Sutherland, 2011
- Pyropia drachii.  (Feldmann) J.Brodie, 2015
- Pyropia elongata.  (Kylin) Neefus & J.Brodie, 2011
- Pyropia endiviifolia.  (A.Gepp & E.Gepp) H.G.Choi & M.S.Hwang, 2011
- Pyropia fallax.  (S.C.Lindstrom & K.M.Cole) S.C.Lindstrom, 2011
- Pyropia francisii.  W.A.Nelson & R.D'Archino, 2014
- Pyropia fucicola.  (V.Krishnamurthy) S.C.Lindstrom, 2011
- Pyropia gardneri.  (G.M.Smith & Hollenberg) S.C.Lindstrom, 2011
- Pyropia haitanensis.  (T.J.Chang & B.F.Zheng) N.Kikuchi & M.Miyata, 2011
- Pyropia hiberna.  (S.C.Lindstrom & K.M.Cole) S.C.Lindstrom, 2011
- Pyropia hollenbergii.  (E.Y.Dawson) J.E.Sutherland, L.E.Aguilar Rosas & R.Aguilar Rosas, 2011
- Pyropia ishigecola.  (A.Miura) N.Kikuchi & M.Miyata, 2011
- Pyropia kanakaensis.  (Mumford) S.C.Lindstrom, 2011
- Pyropia katadae.  (A.Miur) M.S.Hwang, H.G.Choi, N.Kikuch & M.Miyata, 2011
- Pyropia kinositae.  (Yamada & Tak. Tanaka) N.Kikuchi, M.Miyata, M.S.Hwang & H.G.Choi, 2011
- Pyropia koreana.  (M.S.Hwang & I.K.Lee) M.S.Hwang, H.G.Choi Y.S.Oh & I.K.Lee, 2011
- Pyropia kuniedae.  (Kurogi) M.S.Hwang & H.G.Choi, 2011
- Pyropia kurogii.  (S.C.Lindstrom) S.C.Lindstrom, 2011
- Pyropia lacerata.  (A.Miura) N.Kikuchi & M.Miyata, 2011
- Pyropia lanceolata.  (Setchell & Hus) S.C.Lindstrom, 2011
- Pyropia leucosticta.  (Thuret) Neefus & J.Brodie, 2011
- Pyropia moriensis.  (Ohmi) N.Kikuchi & M.Miyata, 2011
- Pyropia nereocystis.  (C.L.Anderson) S.C.Lindstrom, 2011
- Pyropia njordii.  Mols-Mortensen, J.Brodie & Neefus, 2012
- Pyropia onoi.  (Ueda) N.Kikuchi & M.Miyata, 2011
- Pyropia orbicularis.  M.E.Ramírez, L.Contreras Porcia & M.-L.Guillemin, 2014
- Pyropia parva.  A.Vergés & N.Sánchez, 2014
- Pyropia peggicovensis.  H.Kucera & G.W.Saunders, 2012
- Pyropia pendula.  (E.Y.Daywson) J.E.Sutherland, L.E.Aguilar Rosas & R.Aguilar rosas, 2011
- Pyropia perforata.  (J.Agardh) S.C.Lindstrom, 2011
- Pyropia plicata.  W.A.Nelson, 2013
- Pyropia pseudolanceolata.  (V.Krishnamurthy) S.C.Lindstrom, 2011
- Pyropia pseudolinearis.  (Ueda) N.Kikuchi, M.Miyata, M.S.Hwang & H.G.Choi, 2011
- Pyropia pulchella.  (Ackland, J.A.West, J.L.Scott & Zuccarello) T.J.Farr & J.E.Sutherland, 2011
- Pyropia rakiura.  (W.A.Nelson) W.A.Nelson, 2011
- Pyropia raulaguilarii.  Mateo-Cid, Mendoza-González & Sentíes, 2012
- Pyropia saldanhae.  (Stegenga, J.J.Bolton & R.J.Anderson) J.E.Sutherland, 2011
- Pyropia seriata.  (Kjellman) N.Kikuchi & M.Miyata, 2011
- Pyropia smithii.  (Hollenberg & I.A.Abbott) S.C.Lindstrom, 2011
- Pyropia spiralis.  (E.C.Oliveira & Coll) M.C.Oliveira, D.Milstein & E.C.Oliveira, 2011
- Pyropia suborbiculata.  (Kjellman) J.E.Sutherland, H.G.Choi, M.S. Hwang & W.A.Nelson, 2011
- Pyropia tanegashimensis.  (Shinmura) N.kikuchi & E. Fujiyoshi, 2011
- Pyropia tenera.  (Kjellman) N.Kikuchi, M.Miyata, M.S.Hwang & H.G.Choi, 2011
- Pyropia tenuipedalis.  (A.Miura) N.Kikuchi & M.Miyata, 2011
- Pyropia thulaea.  (Munda & P.M.Pedersen) Neefus, 2011
- Pyropia thuretii.  (Setchell & E.Y.Dawson) J.E.Sutherland, L.E.Aguilar Rosas & R. Aguilar Rosas, 2011
- Pyropia torta.  (V.Krishnamurthy) S.C.Lindstrom, 2011
- Pyropia vietnamensis.  (Tak. Tanaka & P.H.Ho) J.E.Sutherland & Monotilla, 2011
- Pyropia virididentata.  (W.A.Nelson) W.A.Nelson, 2011
- Pyropia yezoensis.  (Ueda) M.S.Hwang & H.G.Choi, 2011